# Norifumi Abe
Norifumi "Norick" Abe (7 de setembro de 1975 – 7 de outubro de 2007) foi um motociclista japonês, conhecido por suas temporadas na MotoGP.

## Carreira

### Primórdios
Filho de um motorista de carro, Abe começou a competir em minimotos aos 11 anos de idade, mais tarde começou no motocross. Aos 15 anos ele foi para as corridas na pista, ganhando em 1992 o campeonato japonês de 250cc, para vencer novamente no ano seguinte, desta vez na primeira divisão, 500cc, tornando-se o mais jovem vencedor da mesma, com apenas 17 anos.

### MotoGP
Em 1994, teve a oportunidade de participar na corrida para o mundial disputado em seu país, como piloto convidado ou Wild Card, numero 56. Ele surpreendeu a todos com sua performance, disputando a vitória aos campeões como Michael Doohan e Kevin Schwantz, caindo três voltas da corrida.
Kenny Roberts ficou tão impressionado que ele ofereceu participar de mais duas corridas do Campeonato Mundial daquele ano, em que ele marcou dois sextos lugares e passaporte para participar da temporada de 1995 na equipe Yamaha.
Nessa temporada, ele conseguiu seu primeiro pódio e sua primeira vitória no ano seguinte em casa no GP do Japão e 1996. Em 1997, seguiu com a Yamaha, mas Wayne Rainey tornou-se gerente da equipe, recebendo quatro novos pódios ao longo dos próximos dois anos. 
Se juntou ao ex-piloto espanhol Luis d'Antin em 1999, alcançando uma vitória no GP do Brasil em 1999, seguida por outra no ano seguinte no GP do Japão em 2000, pela segunda vez em casa.
Ao iniciar as regras da MotoGP em 2002, Abe mostrou seu descontentamento com as novas motocicletas, e ao incorporar sua equipe no ano seguinte, ele a deixou para se tornar um piloto de testes da Yamaha, ás vezes participando como um piloto convidado. 
Depois de mais uma tentativa em 2004, que não foi bem sucedida, a Yamaha ofereceu-lhe uma posição no Campeonato Mundial de Superbike de 2005.

### Superbike e Fim de carreira
Em 2005 e 2006, ficou apenas em 13º nos dois anos na categoria, sem nenhuma vitória ou prova na categoria. E em 2007 participou do Campeonato Japonês de Superbike com a Yamaha YZF-R1, obtendo 97 pontos e a oitava colocação.

## Morte
Em 7 de outubro de 2007, Norifumi Abe se envolveu em um acidente de trânsito em Kawasaki, na província de Kanagawa. Por volta de 18h20m do horário local, Abe estava pilotando uma motoneta Yamaha T-Max de 500 cc quando foi atingido por um caminhão, que fez uma curva ilegal em U na frente do motociclista que foi declarado morto duas horas e meia mais tarde no hospital onde foi levado para tratamento.

## Grand Prix estatisticas
| Posição | 1  | 2  | 3  | 4  | 5  | 6  | 7 | 8 | 9 | 10 | 11 | 12 | 13 | 14 | 15 |
| Pontos  | 25 | 20 | 16 | 13 | 11 | 10 | 9 | 8 | 7 | 6  | 5  | 4  | 3  | 2  | 1  |

(key) (Corridas em negrito indica poles italico indica volta mais rapida)
| Ano  | Classe | Time                            | Moto   | 1      | 2      | 3      | 4      | 5      | 6      | 7      | 8      | 9      | 10     | 11     | 12     | 13     | 14     | 15      | 16     | Points | Rank | Wins |
| ---- | ------ | ------------------------------- | ------ | ------ | ------ | ------ | ------ | ------ | ------ | ------ | ------ | ------ | ------ | ------ | ------ | ------ | ------ | ------- | ------ | ------ | ---- | ---- |
| 1994 | 500cc  | Mister Yumcha Blue Fox-Honda    | NSR500 | AUS -  | MAL -  | JPN NC | ESP -  | AUT -  | GER -  | NED -  | ITA -  | FRA -  | GBR -  |        |        |        |        |         |        | 20     | 17th | 0    |
| 1994 | 500cc  | Roberts Marlboro-Yamaha         | YZR500 |        |        |        |        |        |        |        |        |        |        | CZE 6  | USA 6  | ARG -  | EUR -  |         |        | 20     | 17th | 0    |
| 1995 | 500cc  | Roberts Marlboro-Yamaha         | YZR500 | AUS 9  | MAL NC | JPN 9  | ESP 4  | GER 8  | ITA 6  | NED 6  | FRA NC | GBR 18 | CZE NC | BRA 3  | ARG 6  | EUR NC |        |         |        | 81     | 9th  | 0    |
| 1996 | 500cc  | Roberts Marlboro-Yamaha         | YZR500 | MAL 8  | INA 9  | JPN 1  | ESP NC | ITA 11 | FRA 4  | NED 6  | GER 6  | GBR 3  | AUT 3  | CZE 11 | IMO 5  | CAT 10 | BRA 3  | AUS NC  |        | 148    | 5th  | 1    |
| 1997 | 500cc  | Rainey Marlboro-Yamaha          | YZR500 | MAL 8  | JPN 7  | ESP 7  | ITA 7  | AUT 9  | FRA 7  | NED 10 | IMO 7  | GER NC | BRA 5  | GBR 9  | CZE 5  | CAT 12 | INA 5  | AUS 3   |        | 126    | 7th  | 0    |
| 1998 | 500cc  | Rainey Marlboro-Yamaha          | YZR500 | JPN 14 | MAL NC | ESP 6  | ITA 6  | FRA 7  | MAD 2  | NED NC | GBR 3  | GER NC | CZE 5  | IMO 6  | CAT 3  | AUS 5  | ARG 4  |         |        | 128    | 6th  | 0    |
| 1999 | 500cc  | d'Antin Antena 3-Yamaha         | YZR500 | MAL NC | JPN 3  | ESP 5  | FRA 6  | ITA NC | CAT NC | NED 6  | GBR 6  | GER 3  | CZE NC | IMO 11 | VAL 6  | AUS 16 | RSA 9  | BRA 1   | ARG 3  | 136    | 6th  | 1    |
| 2000 | 500cc  | d'Antin Antena 3-Yamaha         | YZR500 | RSA 7  | MAL 17 | JPN 1  | ESP NC | FRA 2  | ITA 5  | CAT 2  | NED 10 | GBR 6  | GER 11 | CZE NC | POR 9  | VAL NC | BRA 4  | PAC 5   | AUS 6  | 147    | 8th  | 1    |
| 2001 | 500cc  | d'Antin Antena 3-Yamaha         | YZR500 | JPN 4  | RSA 5  | ESP 2  | FRA 4  | ITA 9  | CAT 6  | NED NC | GBR NC | GER 4  | CZE 4  | POR NC | VAL 8  | PAC 4  | AUS 13 | MAL 13  | BRA 6  | 137    | 7th  | 0    |
| 2002 | MotoGP | d'Antin Antena 3-Yamaha         | YZR500 | JPN 5  | RSA 7  | ESP 6  | FRA 4  | ITA 7  | CAT 16 | NED 9  | GBR 4  | GER 6  | CZE 8  | POR 7  | BRA 6  | PAC 8  | MAL 10 |         |        | 129    | 6th  | 0    |
| 2002 | MotoGP | d'Antin Antena 3-Yamaha         | YZR-M1 |        |        |        |        |        |        |        |        |        |        |        |        |        |        | AUS INJ | VAL 10 | 129    | 6th  | 0    |
| 2003 | MotoGP | Fortuna-Yamaha                  | YZR-M1 | JPN 11 | RSA 8  | ESP -  |        |        |        |        |        |        |        |        |        |        |        |         | VAL 9  | 31     | 16th | 0    |
| 2003 | MotoGP | Yamaha                          | YZR-M1 |        |        |        | FRA 11 | ITA -  | CAT -  | NED -  | GBR -  | GER 10 | CZE -  | POR -  | BRA -  | PAC -  | MAL -  | AUS -   |        | 31     | 16th | 0    |
| 2004 | MotoGP | Gauloises Fortuna -YamahaTech 3 | YZR-M1 | RSA 9  | ESP 11 | FRA NC | ITA 7  | CAT 9  | NED 11 | BRA 8  | GER NC | GBR NC | CZE 8  | POR 10 | JPN NC | QAT 7  | MAL 12 | AUS 17  | VAL 10 | 74     | 13th | 0    |